# ポール・オンニュ
ポール・オンニュ（Paul Hongne, 1919年 - 1979年）は、フランスのファゴット奏者・ホロコースト生還者。
トゥールコワン出身。地元の音楽院を経て1938年からパリ音楽院でファゴットを学んだが、1939年から第二次世界大戦の終戦までポーランドの強制収容所で過ごした。1944年から1977年までパリ・オペラ座のファゴット奏者を務めた。